# Ludwig Lazarus
Ludwig Lazarus (geboren 4. April 1900 in Berlin; gestorben 3. November 1970 in Hannover) war ein deutscher Privatgelehrter, Buchhändler und Antiquar sowie Schriftsteller.

## Leben
Ludwig Lazarus wurde zur Zeit des Deutschen Kaiserreichs im Jahr 1900 in Berlin in eine jüdische Familie hineingeboren als Sohn des Buchhändlers Hermann Lazarus. Nach seinem Schulbesuch durchlief Ludwig Lazarus eine Ausbildung zum Buchhändler im Geschäft seines Vaters, der Berliner „Buchhandlung A. Asher & Co.“ In der Folge arbeitete er ebenfalls als Buchhändler.
Bis gegen Ende der Weimarer Republik studierte Ludwig Lazarus die Fächer Kunstgeschichte, Geschichte und Soziologie, musste seine Studien im Jahr der Machtübernahme durch die Nationalsozialistische Deutsche Arbeiterpartei (NSDAP)  1933 jedoch zwangsweise abbrechen. In der Zeit des Nationalsozialismus engagierte sich Lazarus dann in der sozialistischen Gruppe Neu Beginnen, bis er 1936 aufgrund illegaler Widerstandstätigkeit verhaftet wurde. Das Kammergericht in Berlin verurteilte ihn „wegen Vorbereitung zum Hochverrat“ zu einer zweijährigen Zuchthausstrafe. Nach Verbüßung seiner Haft wurde er der Gestapo übergeben und in das Konzentrationslager Dachau und von dort aus in das KZ Buchenwald verbracht, wo er bis April 1939 verblieb. Es gelang ihm und noch kurz vor dem Beginn des Zweiten Weltkrieges laut seiner eigenen Darstellung „zwecks Auswanderung aus dem KZ beurlaubt“ zu werden. Unter Verlust der von ihm aufgebauten Büchersammlung konnte Lazarus sich mitten im Krieg 1940 über Italien bis „nach Shanghai durchschlagen“, wo er während der Besatzung durch japanische Truppen im jüdischen Shanghaier Ghetto interniert wurde.
Nach der Gründung der Bundesrepublik Deutschland im Jahr 1949 kehrte Ludwig Lazarus über London nach Deutschland zurück und ließ sich in Hannover nieder. Dort machte er sich bald einen Namen als Journalist, privater Archivar und Familienforscher. Lazarus, der sich selbst den Status als „Privatgelehrter und Publizist“ beigelegt hatte, umgab bald wieder eine umfangreiche Büchersammlung, neben rund 1500 Kriminalromanen und mehr als 5000 anderen Büchern auch über 400 Aktenordner. Er sammelte Material für verschiedene Zeitungsredaktionen und Autoren wie beispielsweise Bernt Engelmann und hielt zudem Vorträge über die Geschichte der Juden.
Daneben war Lazarus einer der Co-Autoren der Schrift anlässlich der 1963 in Hannover eingeweihten Synagoge unter dem Titel Leben und Schicksal. Darüber hinaus engagierte er sich in verschiedenen Organisationen der durch die Nationalsozialisten Verfolgten.
Ludwig Lazarus galt als „Original“: Sein unfreiwillig abenteuerliches Leben, das nicht frei von Tragik war, bildete oftmals die Grundlage seiner Aufsätze und Vorträge. Dabei schrieb er frei von Ressentiments, verlor neben den Schilderungen des Düsteren auch das Groteske nicht aus den Augen. Als Journalisten ging es ihm nahezu immer um die Aufhebung der Gleichsetzung von „deutsch ist gleich nazistisch“. Stattdessen zeigte Lazarus die historisch „enge Verflechtung von deutscher und jüdischer Kultur“ auf. Oftmals ging es Lazarus darum, vorurteilslos den Anteil jener Deutschen jüdischen Glaubens – zu denen er sich selbst zählte – am deutschen Geistes- und Wirtschaftsleben darzustellen. Unablässig bemühte er sich sowohl um die Verbesserung als auch um die Verfestigung der deutsch-jüdischen Beziehungen.
1965 würdigte das Land Niedersachsen das Engagement des Wahlhannoveraners mit der Verleihung des Niedersächsischen Verdienstordens.
Ludwig Lazarus wurde in Hannover auf dem Jüdischen Friedhof Bothfeld beigesetzt.
Er ist eine der Hauptfiguren in dem Roman von Ursula Krechel Shanghai fern von wo (2008).